# Bryan Talbot
Bryan Talbot (24 de fevereiro de 1952) é um quadrinista britânico, ganhador dos prêmios Eisner e Eagle e iniciou sua carreira no final da década de 1960 em gibis underground. Ficou famoso no final dos anos 1970, quando escreveu e desenhou As Aventuras de Luther Arkwright. A série teve grande impacto nos quadrinhos britânicos e, segundo o roteirista Warren Ellis, “inspirou Alan Moore, Grant Morrison, Neil Gaiman, Garth Ennis e todos nós outros (...) Bryan Talbot inventou um vocabulário”.

Talbot fez diversas parcerias com Alan Moore e Neil Gaiman. Colaborou em quadrinhos dos álbuns Fábulas e Reflexões (1993), Um Jogo de Você (1993) e Fim dos Mundos (1994), da série Sandman, de Neil Gaiman. Desenhou também gibis do Judge Dredd, Hellblazer e até Batman. Mas nos últimos anos, sua parceira mais constante tem sido sua esposa, a escritora Mary M. Talbot. Juntos fizeram diversos livros, entre eles biografias em quadrinhos da anarquista francesa Louise Michel (The Red Virgin and the Vision of Utopia, de 2016) e da pintora e escritora Lenora Carrington (Armed With Madness: The Surreal Lenora Carrington, de 2023).

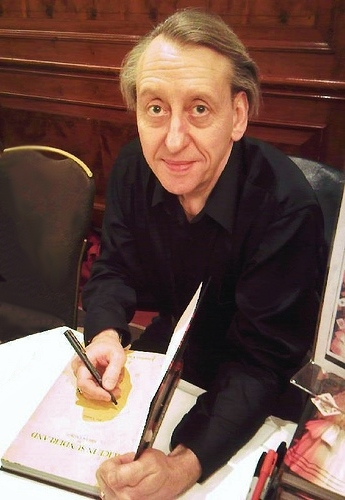
Bryan Talbot